# آتینا، لاتزیو
آتینا، لاتزیو (به ایتالیایی: Atina) یک کومونه در ایتالیا است که در استان فروزینونه واقع شده‌است.

## خصوصیات
آتینا ۴۹۰ کیلومترمربع مساحت و ۴٬۴۸۰ نفر جمعیت دارد.